# Слудське сільське поселення (Сиктивдинський район)
Слу́дське сільське поселення (рос. Слудское сельское поселение) — муніципальне утворення у складі Сиктивдинського району Республіки Комі, Росія. Адміністративний центр — село Слудка.

## Населення
Населення — 598 осіб (2017, 609 у 2010, 826 у 2002, 1011 у 1989).

## Склад
До складу поселення входять такі населені пункти:
| Населений пункт        | Населення, осіб (1989) | Населення, осіб (2002) | Населення, осіб (2010) |
| ---------------------- | ---------------------- | ---------------------- | ---------------------- |
| Велика Парма, присілок | 31                     | 35                     | 31                     |
| Іпатово, присілок      | 60                     | 76                     | 49                     |
| Позялем, селище        | 49                     | 50                     | 36                     |
| Прокоп'євка, присілок  | 53                     | 44                     | 35                     |
| Слудка, село           | 392                    | 337                    | 301                    |
| Усть-Пожег, селище     | 362                    | 238                    | 123                    |
| Шиладор, присілок      | 64                     | 46                     | 34                     |